# Мексика на летних Олимпийских играх 1976
Мексика принимала участие в Летних Олимпийских играх 1976 года в Монреале (Канада) в двенадцатый раз за свою историю, и завоевала одну золотую и одну бронзовую медали. Сборная страны состояла из 97 спортсменов (92 мужчины, 5 женщин).

## 01!Золото
- Лёгкая атлетика, мужчины, 20 км, ходьба — Даниэль Баутиста.

## 03!Бронза
- Бокс, мужчины — Хуан Паредес.

## Результаты соревнований

### Академическая гребля
В следующий раунд из каждого заезда проходили несколько лучших экипажей (в зависимости от дисциплины). В финал A выходили 6 сильнейших экипажей, ещё 6 экипажей, выбывших в полуфинале, распределяли места в финале B.
Мужчины
| Соревнование | Спортсмены       | Предварительный заезд | Предварительный заезд | Предварительный заезд | Отборочный заезд | Отборочный заезд | Отборочный заезд | Полуфинал            | Полуфинал            | Полуфинал            | Финал                | Финал                | Итоговое место       |                      |
| Соревнование | Спортсмены       | Заезд                 | Время                 | Место                 | Заезд            | Время            | Место            | Заезд                | Время                | Место                | Время                | Место                | Итоговое место       |                      |
| ------------ | ---------------- | --------------------- | --------------------- | --------------------- | ---------------- | ---------------- | ---------------- | -------------------- | -------------------- | -------------------- | -------------------- | -------------------- | -------------------- | -------------------- |
| одиночки     | Федерико Шеффлер | 3                     | 7:32,55               | 5                     | 1                | 7:37,98          | 6                | завершил выступление | завершил выступление | завершил выступление | завершил выступление | завершил выступление | завершил выступление | завершил выступление |